# Perzów (gmina)
Perzów [ˈpɛʐuf] est une commune rurale de la Voïvodie de Grande-Pologne et du powiat de Kępno.
Elle se situe à environ 12 kilomètres à l'ouest de Kępno et à 139 kilomètres au sud-est de la capitale régionale Poznań. Sa superficie est de 75,5 km² et elle comptait 3 866 habitants en 2010.